# Barra Funda
Barra Funda là một đô thị thuộc bang Rio Grande do Sul, Brasil. Đô thị này có diện tích 60,033 km², dân số năm 2007 là 2338 người, mật độ 38,95 người/km².